# Lepanthes scalaris
Lepanthes scalaris är en orkidéart som beskrevs av Carlyle August Luer. Lepanthes scalaris ingår i släktet Lepanthes och familjen orkidéer. Inga underarter finns listade i Catalogue of Life.